# Tour Terral - Tres noches en Las Ventas
Tour Terral - Tres noches en las ventas es el segundo álbum en vivo del cantante español Pablo Alborán. Tras exitoso del tercer álbum Terral (2014), lanzó el 6 de noviembre de 2015 y fue grabado en Plaza de Toros de Las Ventas tras de 3 noches imperdibles en Madrid. Trae "Entre un compás" grabado en Buenos Aires del ritmo de tango y el deluxe de estudio destacado "Terral" de la nueva versión trae "Palmeras en la nieve" quién indicó fuera el interpretado y dos acústicos sessiones.

## Lista de canciones

### CD1
| N.º | Título                                              | Duración |  |
| 1.  | «Está Permitido (En Directo)»                       | 4:33     |  |
| 2.  | «La Escalera (En Directo)»                          | 5:08     |  |
| 3.  | «Pasos de Cero (En Directo)»                        | 3:47     |  |
| 4.  | «Ecos (En Directo)»                                 | 4:35     |  |
| 5.  | «Recuérdame (En Directo)»                           | 4:47     |  |
| 6.  | «Quimera (En Directo)»                              | 4:36     |  |
| 7.  | «Un Buen Amor (En Directo)»                         | 3:59     |  |
| 8.  | «Desencuentro (En Directo)»                         | 4:33     |  |
| 9.  | «Cuando Te Alejas (En Directo)» (Con Jorge Drexler) | 3:19     |  |
| 10. | «El Olvido (En Directo)»                            | 3:40     |  |
| 11. | «Miedo (En Directo)»                                | 3:29     |  |
| 12. | «El Beso (En Directo)»                              | 3:48     |  |
| 13. | «Perdóname (En Directo)» (Con Carminho)             | 5:27     |  |
| 14. | «Te He Echado de Menos (En Directo)»                | 4:21     |  |
| 15. | «Ahogándome en Tu Adiós (En Directo)»               | 4:38     |  |

### CD2
| N.º | Título                                    | Duración |  |
| 1.  | «Caramelo (En Directo)»                   | 4:25     |  |
| 2.  | «Quién (En Directo)» (Con Alejandro Sanz) | 4:57     |  |
| 3.  | «Gracias (En Directo)»                    | 5:03     |  |
| 4.  | «Dónde Está el Amor (En Directo)»         | 3:52     |  |
| 5.  | «Tanto (En Directo)»                      | 4:17     |  |
| 6.  | «Éxtasis (En Directo)»                    | 3:41     |  |
| 7.  | «Volver a Empezar (En Directo)»           | 4:59     |  |
| 8.  | «Solamente Tú (En Directo)»               | 3:50     |  |
| 9.  | «En Casa del Herrero (En Directo)»        | 2:50     |  |
| 10. | «Por Fin (En Directo)» (Con Bebe)         | 5:31     |  |
| 11. | «Despídete (En Directo)»                  | 4:23     |  |
| 12. | «Vívela (En Directo)»                     | 5:36     |  |
| 13. | «Entre Un Compás (En Directo)»            | 3:31     |  |
| 14. | «Desencuentro - Acústica (En Directo)»    | 4:02     |  |
| 15. | «Vívela - Acústica (En Directo)»          | 3:38     |  |

### DVD
| N.º | Título                                 | Duración |  |
| 1.  | «Está Permitido»                       | 4:33     |  |
| 2.  | «La Escalera»                          | 5:08     |  |
| 3.  | «Pasos de Cero»                        | 3:47     |  |
| 4.  | «Ecos»                                 | 4:35     |  |
| 5.  | «Recuérdame»                           | 4:47     |  |
| 6.  | «Quimera»                              | 4:36     |  |
| 7.  | «Un Buen Amor»                         | 3:59     |  |
| 8.  | «Desencuentro»                         | 4:33     |  |
| 9.  | «Cuando Te Alejas» (Con Jorge Drexler) | 3:19     |  |
| 10. | «El Olvido»                            | 3:40     |  |
| 11. | «Miedo»                                | 3:29     |  |
| 12. | «El Beso»                              | 3:48     |  |
| 13. | «Perdóname» (Con Carminho)             | 5:27     |  |
| 14. | «Te He Echado de Menos»                | 4:21     |  |
| 15. | «Ahogándome en Tu Adiós»               | 4:38     |  |
| 16. | «Caramelo»                             | 4:25     |  |
| 17. | «Quién» (Con Alejandro Sanz)           | 4:57     |  |
| 18. | «Gracias»                              | 5:03     |  |
| 19. | «Dónde Está el Amor»                   | 3:52     |  |
| 20. | «Tanto»                                | 4:17     |  |
| 21. | «Éxtasis»                              | 3:41     |  |
| 22. | «Volver a Empezar»                     | 4:59     |  |
| 23. | «Solamente Tú»                         | 3:50     |  |
| 24. | «En Casa del Herrero»                  | 2:50     |  |
| 25. | «Por Fin» (Con Bebe)                   | 5:31     |  |
| 26. | «Despídete»                            | 4:23     |  |
| 27. | «Vívela»                               | 5:36     |  |
| 28. | «El Viaje del Viento» (Documental)     |          |  |

### CD Terral - Nueva Versión
| N.º | Título                                                                                 | Duración |  |
| 1.  | «Por Fin»                                                                              | 4:01     |  |
| 2.  | «La Escalera»                                                                          | 3:57     |  |
| 3.  | «Ecos»                                                                                 | 4:21     |  |
| 4.  | «Pasos de Cero»                                                                        | 3:54     |  |
| 5.  | «Está Permitido»                                                                       | 3:44     |  |
| 6.  | «Recuérdame»                                                                           | 4:47     |  |
| 7.  | «Ahogándome en Tu Adiós»                                                               | 4:11     |  |
| 8.  | «Volvería»                                                                             | 4:22     |  |
| 9.  | «Un Buen Amor»                                                                         | 4:17     |  |
| 10. | «Vívela»                                                                               | 3:11     |  |
| 11. | «Gracias»                                                                              | 4:23     |  |
| 12. | «Quimera» (Con Ricky Martin)                                                           | 4:19     |  |
| 13. | «Despídete»                                                                            | 3:48     |  |
| 14. | «El Olvido»                                                                            | 4:48     |  |
| 15. | «Palmeras en la Nieve»                                                                 | 3:40     |  |
| 16. | «Inséparables (Pasos de Cero Versión Francés)» (Con Zaz)                               | 3:49     |  |
| 17. | «Recuérdame (Nueva Versión)»                                                           | 4:51     |  |
| 18. | «Ne M'oublie Pas (Recuérdame Versión Francés) - Ediciones Exclusivas Latinoamericanas» | 4:51     |  |

- Datos: Q25405793